# Włóczęga z Beverly Hills
Włóczęga z Beverly Hills (ang. Down and Out in Beverly Hills) – amerykańska komedia z 1986 roku w reżyserii Paula Mazursky’ego. Wyprodukowany przez Buena Vista Pictures Distribution. Zdjęcia kręcono w Los Angeles.
Światowa premiera filmu miała miejsce 31 stycznia 1986 roku.

## Obsada
- Nick Nolte jako Jerry Baskin
- Bette Midler jako Barbara Whiteman
- Richard Dreyfuss jako David „Dave” Whiteman
- Elizabeth Peña jako Carmen the Maid
- Little Richard jako Orvis Goodnight
- Evan Richard jako Max Whiteman
- Tracy Nelson jako Jenny Whiteman

## Nominacje

### Złote Globy

#### 1987
- Złoty Glob — Najlepsza komedia lub musical[1]
- Złoty Glob — Najlepsza aktorka w komedii lub musicalu Bette Midler[1]

### Amerykańska Gildia Scenarzystów
1987:
- WGA — Najlepszy scenariusz adaptowany Leon Capetanos, Paul Mazursky[1]